# Adelencyrtus longiclavatus
Adelencyrtus longiclavatus är en stekelart som beskrevs av Hayat, Alam och Agarwal 1975. Adelencyrtus longiclavatus ingår i släktet Adelencyrtus och familjen sköldlussteklar. Inga underarter finns listade i Catalogue of Life.